# 白井博
白井 博（しらい ひろし、1946年 - ）は、テレビ番組制作会社テレビマンユニオンの取締役副会長。
『アメリカ横断ウルトラクイズ』の第一回から第十回までを演出。第六回以降は総合演出を担当し、後期にはプロデューサーも兼務。泥んこクイズ他多数の画期的なクイズを企画した。
その後は同社の社長を務める。社長時代は『世界ウルルン滞在記』のプロデューサーなどを担当した。
| スタブアイコン | サブスタブ | この項目は、まだ閲覧者の調べものの参照としては役立たない、人物に関連した書きかけの項目です。この項目を加筆・訂正などしてくださる協力者を求めています（P:人物伝/PJ:人物伝）。 |